# Kylie Minogue
Kylie Minogue OBE (Melbourne, Austràlia, 28 de maig de 1968) és una cantant, compositora, productora musical, ballarina i actriu australiana, coneguda notablement pel seu àlbum Fever l'any 2001 i el seu corresponent senzill Can't Get You Out of My Head, el qual li va valer dues distinctions als Brit Awards l'any 2002. La cantant ha venut més de 180 milions de produccions musicals en tot el món.

## Carrera
Kylie es va fer popular amb el seu paper de Charlene a Neighbours, i els seus singles van ser ben rebuts, però després de quatre àlbums les vendes van anar disminuint, adoptant ella una imatge més madura. El seu single "Confide In Me" va posicionar-se número 1 a Austràlia i va ser un èxit durant aquell 1994.
El seu 6è disc, Impossible Princess, va ser un fracàs a gairebé tot arreu excepte a Austràlia.
Però el 2000, va tornar a la fama amb la cançó "Spinning Around" i el seu àlbum corresponent Light Years. A partir d'aquells anys, Kylie mostrava sensualitat als seus vídeos. Va ser aleshores quan va llençar el seu nou single Can't Get You Out of My Head, el qual va arribar al número a més de 40 països i l'àlbum Fever igual.
Pocs anys després, va voler embarcar-se en una gira de concerts, però un càncer de mama li va impedir continuar amb la gira en 2005.
Després de recuperar-se i guarir-se, va tornar el 2006 amb una gira similar a la que havia deixat penjada anomenada Showgirl: HomeComing Tour. El seu desè àlbum X va ser llençat el 2008 seguit per la gira KylieX2008. El 2009 va embarcar-se amb una mini-gira per EUA anomenada "For You, For Me tour".
1 any després, surt al mercat una cançó anomenada All The Lovers, el primer single de l'onzè àlbum de la cantant Aphrodite. Mesos després de la sortida de l'àlbum, s'embarcà en una gira anomenada Aphrodite - Les Folies Tour.
Al marge de ser desestimada per alguns crítics, Kylie s'ha posicionat a molt amunt en algunes vendes i ha rebut premis com ara: més de dos ARIAs, uns quants premis BRIT, un Grammy i un OBE concedit per la reina Isabell II d'Inglaterra gràcies al seu servei a la música, entre d'altres.

## Discografia
- Àlbums d'estudi
  - 1988: Kylie
  - 1989: Enjoy Yourself
  - 1990: Rhythm of Love
  - 1991: Let's Get to It
  - 1994: Kylie Minogue
  - 1997: Impossible Princess
  - 2000: Light Years
  - 2001: Fever
  - 2003: Body Language
  - 2004: Ultimate Kylie
  - 2007: X
  - 2010: Aphrodite
  - 2014: Kiss Me Once
  - 2018: Golden

## Vida personal
Des del juliol de 2008 se la relaciona sentimentalment amb el model Andrés Velencoso.